# 로렌스 약탈
로렌스 약탈(Sacking of Lawrence)은 1856년 5월 21일 미국의 노예 제도 옹호론자들이 노예 제도 폐지론자 정착민들이 만든 로렌스 마을을 약탈하고 공격한 사건이다. 이 사건은 피의 캔자스로 알려진 캔자스 준주의 게릴라전 전투가 악화되는 영향을 주었다.

## 배경
로렌스는 1854년에 뉴잉글랜드 이민 원조 회사의 도움으로 노예제도 폐지론자들에 의해 설립된 곳이며, 이내 캔자스 준주에서 노예제도 찬성론자들이 행사한 폭력의 중심지가 되었다. 1855년에 이곳이 포위당했지만, 당시에는 바로 함락되지 않았다. 또한 1856년 4월 23일 더글러스군의 보안관 새뮤얼 존스가 로렌스에 거주하는 자유주 주민을 체포하는 과정에서 발사한 위협 총격이 직접적인 폭력사태의 원인이 되었다고 생각되고 있다. 로렌스 주민들은 존스에게 총격을 가해 마을에서 쫓아내었고, 5월 11일, 연방정부의 보안관 J. B. 도날드슨은 이 행위가 불법적인 자유주 의회에 대한 공권력 행사 과정에서 촉발된 행위라고 선언했으며, 이것은 공식적인 주 정부 의회에 반하는 행동의 시작이었다. 이 선언과 로렌스의 프리 스테이트 호텔이 실제로는 요새로 지어졌다는 연방 대법원의 발견에 근거하여 보안관 존스는 800명의 남부 추종자들을 모아, 로렌스로 진입하여 시민들을 무장해제 시키고, 타운의 노예제도 폐지론자들의 언론사를 파괴했으며, 프리스테이트 호텔을 파괴했다.

## 약탈

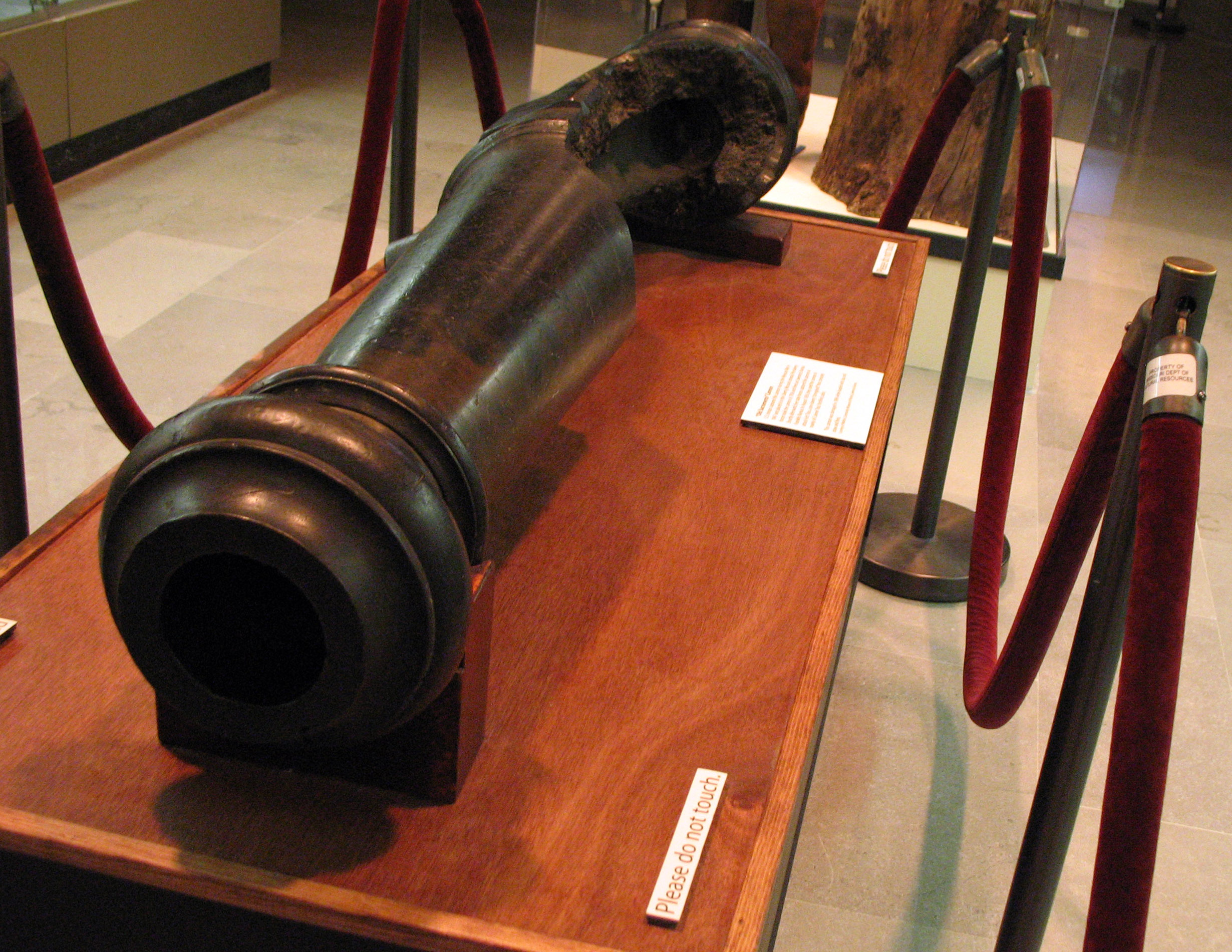
"옛 쌔크라멘토 대포", 1847년 미국 멕시코 전쟁 때 포획한 것이며, 리버티 아스날에 가져온 것을, 1856년 로렌스 약탈 때, 노예제도 찬성론자들이 포획하여 발사하였다. 이 대포는 1896년 찰흙과 짚을 함께 장전하면서 파손되었다.

1856년 5월 21일, 보안관 존스가 이끄는 800명의 남부인들이 타운 근처로 접근했다. 이 대규모의 무장 병력은 오레드 산에 주둔하였고, 그곳을 사수하기 위해 대포를 배치했다. 로렌스 의회 주민들과 제1대 캔자스 주지사 찰스 L. 로빈슨은 전투와 지휘자들을 위한 본부를 만들었다. 마을로 통하는 모든 도로에, 그리고 강 건너 편에, 습격으로부터 도망자를 막기위해 분대가 자리를 잡았다. 그 병력들은 2개의 깃발을 내걸었다. 피처럼 붉은 깃발 위해 ‘남부의 권리’라고 쓰여져 있고, 주변에는 별과 줄 무늬가 떠 있도록 했다.
2개의 인쇄소는 초토화되었으며, 인쇄기는 파괴되었었고, 활자는 강에 버려졌다. 프리 스테이트 호텔을 파괴함으로써 계획된 작전이 끝났다. 최초의 총격은 매사추세츠 거리 맞은 편에 배치된 대포로 데이비드 라이스 애치슨이 포격을 하였지만, 건물을 맞추는데는 실패했다. 이후 50발의 총격이 있었지만, 단단한 벽에 막혀 제대로된 타격을 가하지 못했다. 다음의 무리들이 폭파를 시도했다. 여러 개의 화약통이 내부에서 폭발하였지만, 벽에 손상을 입히지는 못했다. 방벽이 붕괴된 것은 화염물에 의한 것이었으며, 이른 저녁에 지붕도 없어지고, 연기를 내며 폐허가 되었다. 그후 절반이 버려진 타운에 강도질과 약탈을 가했다. 병력들이 떠날 때, 그들은 오레드 산위에 있는 로빈슨 주지사의 개인 주택을 불태웠다.
사망자는 한 명으로, 무너진 주택에 의해 발생했으며 노예제도 찬성론자였다.

## 같이 보기
- 캔자스 네브래스카 법
- 로렌스 학살 - 미국 남북 전쟁 중인 1863년 8월 21일 일어난 학살